# Call of Duty: Black Ops 6
Call of Duty: Black Ops 6 – strzelanka pierwszoosobowa, stworzona przez Treyarch.  Tytuł został wydany przez Activision 25 października 2024 roku na platformy Microsoft Windows, PlayStation 4, PlayStation 5, Xbox One i Xbox Series S/X. Jest to dwudziesta pierwsza odsłona Call of Duty w historii serii, a także siódma w podserii Black Ops. Gra jest bezpośrednim sequelem wydanej w 2020 roku gry Call of Duty: Black Ops Cold War.

## Fabuła
Kampania rozgrywa się w czasie I wojny w Zatoce Perskiej. Gracz wciela się w postać agenta Centralnej Agencji Wywiadowczej Wiliama Calderona, który stara się rozprawić z rosnącą w siłę organizacją przestępczą o nazwie Pantheon.